# Gilbert de Clare (seigneur de Thomond)
Pour les articles homonymes, voir Gilbert de Clare.
Gilbert de Clare (3 février 1281 – 1307), seigneur de Thomond, est un noble anglo-irlandais.

## Biographie
Gilbert provient de la famille de Clare, issue du baronnage anglo-normand. Né le 3 février 1281 à Limerick, dans la seigneurie d'Irlande, il est le fils aîné et le second enfant de Thomas de Clare, seigneur de Thomond depuis 1276, et de son épouse Juliana FitzMaurice. Par son père, Gilbert descend de Richard de Clare, 6e comte de Gloucester et 7e comte de Hertford. À la mort prématurée de son père Thomas en 1287, Gilbert devient seigneur de Thomond. Bien qu'il soit encore mineur, il obtient le 18 septembre 1299 de la « grâce spéciale » du roi Édouard Ier d'Angleterre la pleine possession de ses biens. L'année suivante, à la suite du décès de sa mère, son douaire lui revient.
En 1300, Gilbert de Clare se rend en Angleterre où il rejoint la suite du futur Édouard II, alors héritier du trône. Il devient à cette occasion un proche compagnon du prince. Les historiens ont longtemps cru que c'était en fait un autre Gilbert de Clare, plus tard 8e comte de Gloucester et 7e comte de Hertford, qui avait été élevé avec le futur Édouard II. Mais la différence d'âge entre le prince et le futur comte, qui a sept ans de moins que lui, n'accrédite pas cette thèse. En ce qui concerne Gilbert de Clare de Thomond, il accompagne à plusieurs reprises, en 1303, 1304 et 1306, le prince Édouard dans les campagnes d'Écosse initiées par le roi Édouard Ier, dans ce qui constitue vraisemblablement ses premiers faits d'armes.
À l'été 1305, Gilbert se trouve au cœur d'une querelle entre le roi et son fils. Sur l'avis du trésorier Walter Langton, Édouard Ier ordonne la réduction du train de la maison du prince, qui touche deux proches amis du prince, Gilbert de Clare et Pierre Gaveston. Une brouille de plusieurs mois éclate entre le père et son fils. Le 4 août 1305, le prince écrit à sa sœur Élisabeth pour lui demander de persuader leur jeune belle-mère, Marguerite de France, d'intercéder auprès du roi. Dans le même temps, le jeune Édouard écrit également directement à la reine et se plaint dans sa lettre de la douleur d'être privé de ses amis : « Si nous avions ces deux-là [Pierre Gaveston et Gilbert de Clare], en plus des autres que nous avons, nous serions très soulagé de l'angoisse que nous avons endurée, et que nous souffrons encore de jour en jour ». Il faut finalement attendre plusieurs mois avant que le roi laisse retomber sa colère contre son fils, et accède à son désir. 
Le 22 mai 1306, au cours d'une cérémonie grandiose tenue à Westminster, Gilbert de Clare est adoubé par le roi aux côtés de 266 autres jeunes nobles, dont le prince Édouard,. Quatre jours plus tard, il épouse Isabelle le Despenser, une des filles d'Hugues le Despenser, 1er baron le Despenser (en). Peu après, il participe à la nouvelle expédition d'Édouard Ier en Écosse. Pourtant, à la fin de la campagne, Gilbert de Clare, Pierre Gaveston, Roger Mortimer de Wigmore et d'autres jeunes chevaliers désertent l'armée anglaise pour se rendre à un tournoi organisé en France. Furieux, le roi confisque en octobre 1306 les biens des déserteurs et émet des ordres afin de faire procéder à leur arrestation. Gilbert supplie le prince Édouard d'intervenir auprès du roi en leur faveur. Secondé par la reine Marguerite, le prince plaide la cause des jeunes chevaliers, qui sont pardonnés et recouvrent leurs possessions en janvier 1307.
Le 7 juillet 1307, le roi Édouard Ier meurt au cours de son ultime campagne militaire en Écosse. Avec l'avènement de son ami devenu le roi Édouard II, Gilbert de Clare peut espérer bénéficier de marques de faveur de sa part. Pourtant, il ne vit guère longtemps pour profiter d'une quelconque position d'importance dans l'administration royale, car il meurt avant le 16 novembre 1307. En effet, à cette date, les officiers de déshérence d'Irlande et du sud de l'Angleterre reçoivent l'ordre de « prendre entre les mains du roi les terres de feu Gilbert, fils de Thomas de Clare, décédé, tenant en chef ». Son mariage avec Isabelle le Despenser n'ayant produit aucun descendant, les titres et possessions de Gilbert de Clare reviennent finalement au début de l'année 1308 à son frère cadet Richard. Quant à sa veuve, elle se remarie dès l'année suivant sa mort avec John Hastings, 1er baron Hastings.